# Fastest 1
Fastest 1 est un jeu vidéo de course sorti en 1991 sur Mega Drive. Le jeu a été édité par Human Entertainment.